# Jim Doehring
James F. Doehring, född 27 januari 1962 i Santa Barbara, Kalifornien, är en amerikansk före detta friidrottare som tävlade i kulstötning.
Doehring deltog vid Olympiska sommarspelen 1988 där han slutade på elfte plats. Mellan 1990 och 1992 var han avstängd för dopning. Han var tillbaka till Olympiska sommarspelen 1992 där han slutade på andra plats efter landsmannen Mike Stulce efter en stöt på 20,96. 
Vid inomhus-VM 1993 blev han åter tvåa efter Stulce denna gång efter att ha stöt 21,08 meter. 

## Personliga rekord
- Kulstötning - 21,60 meter